# Ryuichi Nishizawa
Ryuichi Nishizawa (西澤 龍一, Nishizawa Ryūichi) est un créateur et producteur de jeu vidéo japonais. Il est notamment le cofondateur du studio Westone et est le créateur du jeu vidéo Wonder Boy,.

## Biographie
Ryuchi Nishizawa rentre tout juste dans l'âge adulte lorsqu'il se fait engager chez Tehkan Ltd (ancien nom de Tecmo). Là-bas, il sera chargé de la conception Swimmer (jeu vidéo) (en). Peu après, il se fera embaucher chez UPL où il travaillera sur les jeux Nova 2001, Raiders 5 ou bien encore Ninja Jajamaru-kun. Néanmoins, lassé par les conditions de travail en entreprise, il se mettra à son compte, dans une société qu'il appellera Escape, en référence à la touche de clavier du même nom. En 1985, Escape commence à se rapprocher de la société SEGA, ce qui permettra à la petite entreprise de bénéficier de plus de visibilité et lui permettra d'obtenir le succès connu avec Wonder Boy. En 1986, le jeu Wonder Boy est diffusé en France sur bornes arcades.